# Sydlangeland Kommune
| Strukturdaten       | Strukturdaten     |
| ------------------- | ----------------- |
| Sitz der Verwaltung | Humble            |
| Fläche              | 120,82 km²        |
| Einwohner           | 4.034 (2006)      |
| Kommune seit 2007   | Langeland Kommune |

Sydlangeland Kommune war bis Dezember 2006 eine dänische Kommune auf der Insel Langeland im damaligen Fyns Amt. Seit Januar 2007 ist sie zusammen mit den Kommunen Rudkøbing und Tranekær Teil der neugebildeten Langeland Kommune, die die gesamte Insel Langeland umfasst.
Sydlangeland Kommune entstand im Jahre 1966, ging somit der Verwaltungsreform von 1970 voraus und umfasste folgende Sogn:
- Fodslette Sogn
- Humble Sogn
- Lindelse Sogn
- Magleby Sogn
- Tryggelev Sogn